# Старая Пересса
Старая Пересса — деревня в Старорусском районе Новгородской области в составе Залучского сельского поселения.

## География
Находится в южной части Новгородской области на расстоянии приблизительно 43 км на юг-юго-восток по прямой от районного центра города Старая Русса на правом берегу реки Ловать.

## История
В 1908 году здесь (Старорусский уезд Новгородской губернии) было учтено 56 дворов.

## Население
Численность населения: 350 человек (1908 год), 8 (русские 100 %) в 2002 году, 4 в 2010.